# چیلتکو دوژی
چیلتکو دوژی (به لاتین: Trzylatków Duży) یک روستای لهستان در لهستان است که در Gmina Błędów واقع شده‌است.